# داوسون ۱۸۲۹
سیارک ۱۸۲۹ (به انگلیسی: 1829 Dawson، نامگذاری:1967JJ) هزار و هشتصد و بیست و نهمین سیارک کشف شده‌است که در ۶ مه ۱۹۶۷ کشف شد.
قدر مطلق سیارک برابر ۱۲٫۵۰ است.